# أغنية على الطريق لبراين آدمز
أغنية " على الطريق " سجلها كاتب الأغاني الكندي براين آدمز .أصدرت لأول مرة في 29 نوفمبر عام 2021، وهي الأغنية رقم اثنان من ألبومه الخامس عشر So Happy It Hurts . كتبت الأغنية خصيصًا لتقويم بيريللي لعام 2022 والتي ألفها آدمز.   تم إصدار الأغنية المنفردة في نفس وقت تقديم تقويم بيريللي و يصور On the Road 2022، الذي صممه آدمز و يحمل عنوان المواهب من عالم الموسيقى التي جمعها الفنان في رحلة عبر الجنسيات. 

## خلفية الأغنية
جاءت الأغنية لتكريم عودة الفنان للطريق بعد فترة طويلة من الإنقطاع عن الفعاليات والعروض الموسيقية والحفلات بسبب جائحة كوفيد-19 . وفي وصفه للأغنية والتقويم، قال : "على الطريق هو المكان الذي كنت فيه خلال السنوات الخمس والأربعين الماضية"، و قال آدمز في البيان ايضًا : "لأن حياة الموسيقي تتكون من الطرق والسفر والانتظار في الفنادق وساعات خلف الكواليس".  (On The Road) هو عنوان النسخة الثامنة والأربعين من تقويم بيريللي 2022.  إن إطلاق التقويم سيمثل علامة فارقة للشركة؛ لأنه يمثل عودة بعد أن قاطعت أزمة الوباء جدول النشر السنوي و لأنه يتزامن مع الذكرى السنوية المائة و الخمسين لتأسيس. 
خلال تقديم التقويم، الذي أقيم في ميلانو في 29 نوفمبر 2021، أوضح آدمز كيف ولدت فكرة الأغنية بعد أحداث إطلاق النار في لاس فيجاس في صيف 2021، واتصل بمسؤولي بيريللي قائلاً إنه كان في ذهنه كتابة أغنية للتقويم، وبموافقتنا وحماسنا كتب آدمز مع روبرت جون "موت" لانج في غضون 24 ساعة فقط.  

## الفيديو موسيقي
تم إخراج فيديو الأغنية بواسطة برايان آدمز، و صور في الشارع مجاور لـ Warehouse Studio في فانكوفر .

## الاعتمادات والموظفين
| - برايان آدمز — غناء الرصاص والدعم ، الطبول ، العضو الهاموند ، الإيقاع ، القيثارات ، باس ، كاتب الأغاني ، منتج - روبرت جون "موت" لانج — دعم غناء وكاتب الأغاني والمنتج - هايدن واتسون — مهندس تسجيل - أوللي رومو — مهندس تسجيل - إميلي لازار — مهندس تسجيل - كريس ألجود — مهندس تسجيل | - برايان آدمز — مخرج |